# Покровский, Александр Михайлович (писатель)
Покро́вский Алекса́ндр Миха́йлович (род. 27 ноября 1952, Баку) — российский писатель-маринист.

## Биография
- В 1970 году окончил среднюю школу в городе Баку.
- В 1975 году окончил Каспийское Военно-морское училище.
- С 1976 года служил на Северном Флоте на ракетных атомных подводных лодках (ПЛ). За время службы на ПЛ участвовал в двенадцати автономных походах.
- В 1986 году переведён в город Ленинград в 1 ЦНИИ МО РФ (ВК).
- В 1991 году был уволен в запас по сокращению штатов (точнее, по собственному желанию). Капитан 2 ранга.
- Участвовал в создании игры «Шторм: Солдаты неба», автор всех диалогов и межмиссионных текстов[2][3].

## Избранные произведения
- Расстрелять (1983—1994)
- Мёртвые уши. Конспект поэмы (2009)
- Проект Александра Покровского «Люди в войсках» (2007)
- В море, на суше и выше. А. Покровский и братья
- 72 метра: книга прозы (2000)
- Каюта (2001)
- Бегемот, Авторский сборник 2005
- КОТ 2002
- «…Расстрелять!». Часть вторая
- Система
- Мангушев и молния
- Корабль отстоя
- Люди, лодки, море
- Кубрик
- Калямбра
- «Бортовой журнал» (7 книг)
- Арабески
- Тропик лейтенанта
- Робинзон
- Сквозь переборки
- Учебник новейшей истории
- Пёс
- В краю летающих собак
- Старпом
- Сказки
- Ахиллес — сын Таргитая
- Аттила Гунн

## Экранизации
- «72 метра» — художественный фильм Владимира Хотиненко по сценарию Валерия Залотухи; основан на одноимённой повести Александра Покровского и других его произведениях.
- «Робинзон» — телесериал, режиссёр Сергей Бобров.
- «Горюнов» — телесериал, режиссёры Владимир Балкашинов и Мирослав Малич.